# 広恵寺城
広恵寺城（廣恵寺城）（こうえじじょう）は、岐阜県中津川市福岡町の植苗木の城ケ根山にあった日本の城。福岡遠山氏が築城した。市指定史跡。

## 歴史
美濃国恵那郡の地頭で岩村城を本拠地とする遠山氏の一族である遠山景利が、元弘・建武年間（1334年～1336年）に木曽川以北を治めるため城を築いた。
廣恵寺址と呼ばれている観音堂の北の城山にあった。この地は、北は飛騨口、西は付知川を境として美濃口、南は木曽川を渡って岩村城との連絡が保たれていた。
感応元年(1350年)10月17日に遠山景信が開基し夢窓疎石の弟子枯木紹栄が福岡遠山氏の菩提寺として廣恵寺を開山し入寺したと伝わる。(御坂越記)。
正平(1360年)美濃守護の土岐頼康が仁木義長と共に、東池田氏を攻めた際に広恵寺城主の遠山新藤太景信も従ったが、正平16年(1361年)12月8日に京都で仁木義長と戦った際に土岐氏の長山頼基に討たれた。(遠山家譜)。
大永6年（1526年）に遠山昌利(一雲入道)が広恵寺城から高森山(苗木城)に館を移して廃城となった。(高森根元家譜・御坂越記・苗木傳記)

## 伝説
遠山昌利が在城の時に、後醍醐天皇の皇子宗良親王が広恵寺城に身を寄せていると、近国の武士が蜂起して広恵寺城を囲み攻めて来た。味方は小勢で志気を失い、遠山一雲入道大いに嘆き社殿に向ひ一心に祈った。
社殿から二筋の白羽の矢が出て敵の陣中に入り、見る間に忽ち天は墨を流したようにかき曇り、雷鳴と共に車軸を流すような大雨となった。
敵兵は浮き足立ってきたと見えたので、「それ天王の加護なり。者共進め。」と下知し、短兵急をきって出たので、敵兵は蜘蛛の子を散らすように逃げ、皇子は深く飛天王を崇敬し総社祇園午頭天王の八字を大書きし扁額を奉られた。」と伝わっている。

## 遺構
現在、城ケ根山の山麓には、石積み、礎石、古井戸、庭池、土塁や堀の跡の他に、廣恵寺址の観音堂、宝篋印塔と五輪塔が残っている。かつては城主館や武家屋敷があり、植苗木は中世の恵那郡北部の中心地であった。